# بيني دريدفول (مسلسل)
مذكرات البنس المرعب (بالإنجليزية: Penny Dreadful)‏ وهو مسلسل رعب وإثارة نفسية أمريكي بريطاني من إنتاج شبكة شوتايم بالتعاون مع SKY وهو من تأليف جون لوغان، تدور أحداثه في القرن التاسع عشر في لندن، حيث ترتكب مجموعة من الجرائم الشنيعة بشكل أسبوعي، ولكن هذه الجرائم تختلف عن غيرها من حيث حدوثها بطريقة غريبة خارجه عن الطبيعة. عُرض المسلسل لأول مرة في 11 مايو 2014. وقد تسربت الحلقة الأولى والثانية على الإنترنت قبل عرضها رسمياً على القناة.
يُشير عنوان المسلسل إلى منشورات خيالية نُشرت في لندن في القرن التاسع عشر، كل اسبوع كان سكان لندن يهرعون إلى محلات بيع الجرائد والمجلات لشراء المنشورة الجديدة، والأمر كان مختلفاً لأنّ المحتوى كان خيالياً وعن أشياء خارجة عن الطبيعة وعن جرائم لم تسمع بها أو تتخيلها من قبل وهي في الواقع المحتوى نوعاً ما أصبح مصدر الهام لكتاب معينين فكتبوا شخصيات تعتبر الأشهر حالياً فمثلاً كاتب شخصية دراكولا كتبها مُستعيناً بقصة ”فارني، مصاص الدماء“ التي كانت قد نُشرت مرة من Penny Dreadful.
وفي 4 يونيو 2014 قامت شوتايم بالإعلان عن تجديدها المسلسل لموسم ثانٍ مكوّن من عشر حلقات وسيبدأ عرضه في 26 أبريل 2015. إلّا أنه لم يبدأ عَرضُه حتّى 3 مايو 2015. ويتكوّن من 10 حَلقات. كما أعلنت القناة عن تجديدها المسلسل لموسم ثالث مكون من 9 حلقات على بدأ عرضه في 1 مايو 2016 وانتهى في 19 يونيو، 2016. بعد عرض الحلقة الأخيرة من الموسم الثالث، أعلن مُبتكر المسلسل جون لوغان بأن بيني دريدفول  قد انتهى.

## الإنتاج والتطوير
في يناير 2013 أعلنت شوتايم بأنها ستنتج مسلسل يحمل هذا الاسم. فبدأ الإنتاج في لندن في النصف الثاني من عام 2013. وقد صرّح رئيس شبكة شوتايم ديفيد نيفينز بأن المسلسل والتمثيل سيكون واقعي جداً ومخيف في ذات الوقت، ويتكلم عن لندن في العهد الفيكتوري ويجمع طبقات المجتمع كاملة. وقد انعكس ذلك على الموسيقى التصويرية حيث ستكون متوافقة تماماً مع واقعية المسلسل. وقال لوغان بأن المسلسل سيحتوي على وحوش من أدب الرعب وشخصيات كـفرانكنشتاين وشخصيات من قصص دراكولا وذلك عبر حلقات المسلسل.
وفي مايو 2013 أُعلن بأن خوان أنطونيو بايونا سيكون أحد المخرجين لهذا المشروع. وقد قام بإخراج أول حلقتين من الموسم الأول. أما الحلقة الثالثة والرابعة قام بإخراجها ديبرلا والش. والحلقتين والخامسة والسادسة من إخراج كوكي جيدرويس. والسابعة والثامنة من إخراج جيمس هاويس.
بداية التصوير كان في لندن ولكن التصوير انتَقل إلى دبلن ويقول لوغان أنّكَ ستحصل على لمسة لندن في العهد الفيكتوري في دبلن أكثر من لندن نفسها، لذلك هذا هو موقع التصوير الحالي، وبدأ التصوير في 7 أكتوبر واستمر خمسة شهور. وتشير التقارير أيضاً أن السبب الرئيسي لانتقال التصوير إلى لندن هو عدم وجود مكان كافٍ للتصوير نظرا لتصوير الأفلام السنيمائية الكبرى.
في ديسمبر 2013 أنشأت شوتايم مدونة خاصة بالمسلسل حيث يحوي على مشاهد وراء الكواليس ومراحل الإنتاج والتصوير الأولى ومعلومات عن المسلسل ويضم بعض المقابلات مع طاقم العمل. كما تم إنشاء موقع وقناة على اليوتيوب وصفحة للمعجبين على الفيسبوك. في 14 فبراير 2014 أصدرت شوتايم أول عرض تشويقي رسمي للمسلسل.

## طاقم الممثلين

### الشخصيات الرئيسية
- إيفا جرين بدور فانيسا آيفز وهي فتاة غامضة، جميلة ومغرية ممتلئة بالأسرار، متدينه جداً. هباتها الخارقة للطبيعة قوية ومفيدة لمن حولها ولا سيما السير مالكوم، ولكنها أيضاً حمل ثقيل عليها.الشياطين الذين بداخلها حقيقين، ويهددونها بتدمير علاقاتها وعقلها، وحياتها كاملةً.
- تيموثي دالتون بدور السير مالكوم وهو مستكشف أفريقيا القوي، قام السير مالكوم بدفع ثمناً باهظاً لمسيرته المثيرة.وعلى الرغم من أن منزله الفخم ممتلئ بالهدايا التذكارية الرائعة من أسفاره، إلا أنه يخلو من الأسرة والأحباب.وبمساعدة فانيسا يقوم السير مالكوم بتصحيح أخطاء ماضيه.
- جوش هارتنت بدور إيثان تشانلدر وهو شاب أمريكي يجد نفسه محاصراً في أحلك زوايا لندن الفكتورية يختاره السير مالكوم لمساعدته في مساعيه الشخصية. يمتلك إيثان الكثير من الأسرار المظلمة، فهو يهرب من شيء ما وماضيه المزعج يهدده بالقضاء عليه في أي لحظة.
- هاري تريدواي بدور د. فيكتور فرانكنشتاين وهو طبيب جرّاح تفتنه مسألة الحياة والموت. وقد كرّس حياته للبحث عن السبب الذي يجعل شيء ما حي.
- ريف كارني بدور دوريان غراي وهو شاب غني جذاب ولكنه وحيد، يحاول المحافظة على شبابه وجعله أبدي.
- داني سباني بدور سيمبني وهو رجل أفريقي، يمتلئ وجه بندوب طقوس معينة. خادم السير مالكوم ومقرب منه.
- بيلي بايبر بدور برونا كروفت وهي فتاة أيرلندية فقيرة تهاجر إلى لندن للهرب من ماضيها المظلم والقذر، تنشأ بينها وبين إيثان علاقة حب، حيث سيقوم إيثان بفعل أي شيء من أجلها.
- روري كينير بدور كاليبان وهو المسخ الأول الذي صنعه فرانكنشتاين.

### شخصيات ثانوية
- أوليفيا لويلين بدور مينا موراي وهي ابنة السير مالكوم وصديقة الطفولة لـفانيسا التي تم اختطافها من قبل الشياطين.
- أليكس بريس بدور بروتيوس وهو المسخ الثاني الذي صنعه فرانكشتاين.
- ألون آرمسترونغ بدور فنسنت براند وهو رئيس مسرح جراند جينيول.
- سيمون روسل بيل بدور فرديناند لايلز وهو عالم الآثار المصرية ورئيس متحف لندن.
- ديفيد وارنر بدور ابراهام فان هيلسنغ وهو طبيب وصديق فرانكنشتاين.

## القصة
القصة الرئيسية في المسلسل هي عن السير مالكوم الذي تُختطف ابنته من قِبل مصاصي الدماء ويحاول ارجاعها مع مجموعة صغيرة كوّنها، وهم فانيسا آيفز وإيثان تشاندلر وسيمبني ود. فيكتور فرانكنشتاين.

### ملخص الحلقات
| الموسم | الموسم | عدد الحلقات | تاريخ البث الأصلي  | تاريخ البث الأصلي  |
| الموسم | الموسم | عدد الحلقات | تاريخ بداية الموسم | تاريخ نهاية الموسم |
| ------ | ------ | ----------- | ------------------ | ------------------ |
|        | 1      | 8           | 11 مايو 2014       | 29 يونيو 2014      |
|        | 2      | 10          | 3 مايو 2015        | 5 يوليو 2015       |
|        | 3      | 9           | 1 مايو 2016        | 19 يونيو 2016      |

## الاستقبال الجماهيري

### التقييم
حصل المسلسل على مراجعات إيجابية بتقييم 71 من 100 في موقع ميتاكريتيك من خلال 37 مراجعة. كما أنه حصل على تقييم متوسطه 7.4 من 10 في موقع الطماطم الفاسدة على أساس 52 مراجعة.

### الجوائز والترشيحات
فازَ المُسلسل بجائِزة اختيار النُقّاد التلفزيونيين كأفضل المُسلسلات الجديدة في 2014. كما فازّت إيفا جرين بجائِزة IGN كأفضل مُمثلة. كما فازَ المُسلسل بجائِزتين من جوائِز ستالايات.

## وصلات خارجية
- الموقع الرسمي
- بيني دريدفول على موقع IMDb (الإنجليزية)
- بيني دريدفول على موقع ميتاكريتيك (الإنجليزية)
- بيني دريدفول على موقع روتن توميتوز (الإنجليزية)
- بيني دريدفول على موقع نتفليكس (الإنجليزية)
- بيني دريدفول على موقع فيلمافينيتي (الإسبانية)
- بيني دريدفول على موقع كينوبويسك (الروسية)
- بيني دريدفول على موقع ألو سيني (الفرنسية)
- بيني دريدفول على موقع قاعدة بيانات الفيلم (الإنجليزية)